# Asteriidae
Asteriidae — родина морських зірок ряду Forcipulatida. Представники родини мають стандартну для морських зірок форму тіла з п'ятьма кінцівками. Найбільшим представником є Pycnopodia helianthoides , він сягає 90 см у діаметрі. Більшість видів мешкають у холодних водах Арктики та Антарктики.

## Роди
Згідно з сайтом World Register of Marine Species родина Asteriidae містить 170 видів у 40 родів:
| - Adelasterias Verrill, 1914 - Anasterias Perrier, 1875 - Aphanasterias - Aphelasterias Fisher, 1923 - Asterias Linnaeus, 1758 - Astrometis Fisher, 1923 - Astrostole Fisher, 1923 - Caimanaster A.M. Clark, 1962 - Calasterias Hayashi, 1975 - Coronaster Perrier, 1885 - Coscinasterias Verrill, 1867 - Cryptasterias Verrill, 1914 - Diplasterias Perrier, 1891 - Distolasterias Perrier, 1896 - Evasterias Verrill, 1914 - Icasterias Fisher, 1923 - Kenrickaster A.M. Clark, 1962 - Leptasterias Verrill, 1866 - Lethasterias Fisher, 1923 - Lysasterias Fisher, 1908 | - Marthasterias - Meyenaster Verrill, 1913 - Neosmilaster Fisher, 1930 - Notasterias Koehler, 1911 - Orthasterias Verrill, 1914 - Perissasterias H.L. Clark, 1923 - Pisaster Müller and Troschel, 1840 - Plazaster Fisher, 1941 - Psalidaster Fisher, 1940 - Rathbunaster Fisher, 1906 - Saliasterias Koehler, 1920 - Sclerasterias Perrier, 1891 - Stephanasterias Verrill, 1871 - Stylasterias Verrill, 1914 - Taranuiaster McKnight, 1973 - Tarsaster Sladen, 1889 - Tarsastrocles Fisher, 1923 - Uniophora Gray, 1840 - Urasterias Verrill, 1909 |

## Галерея

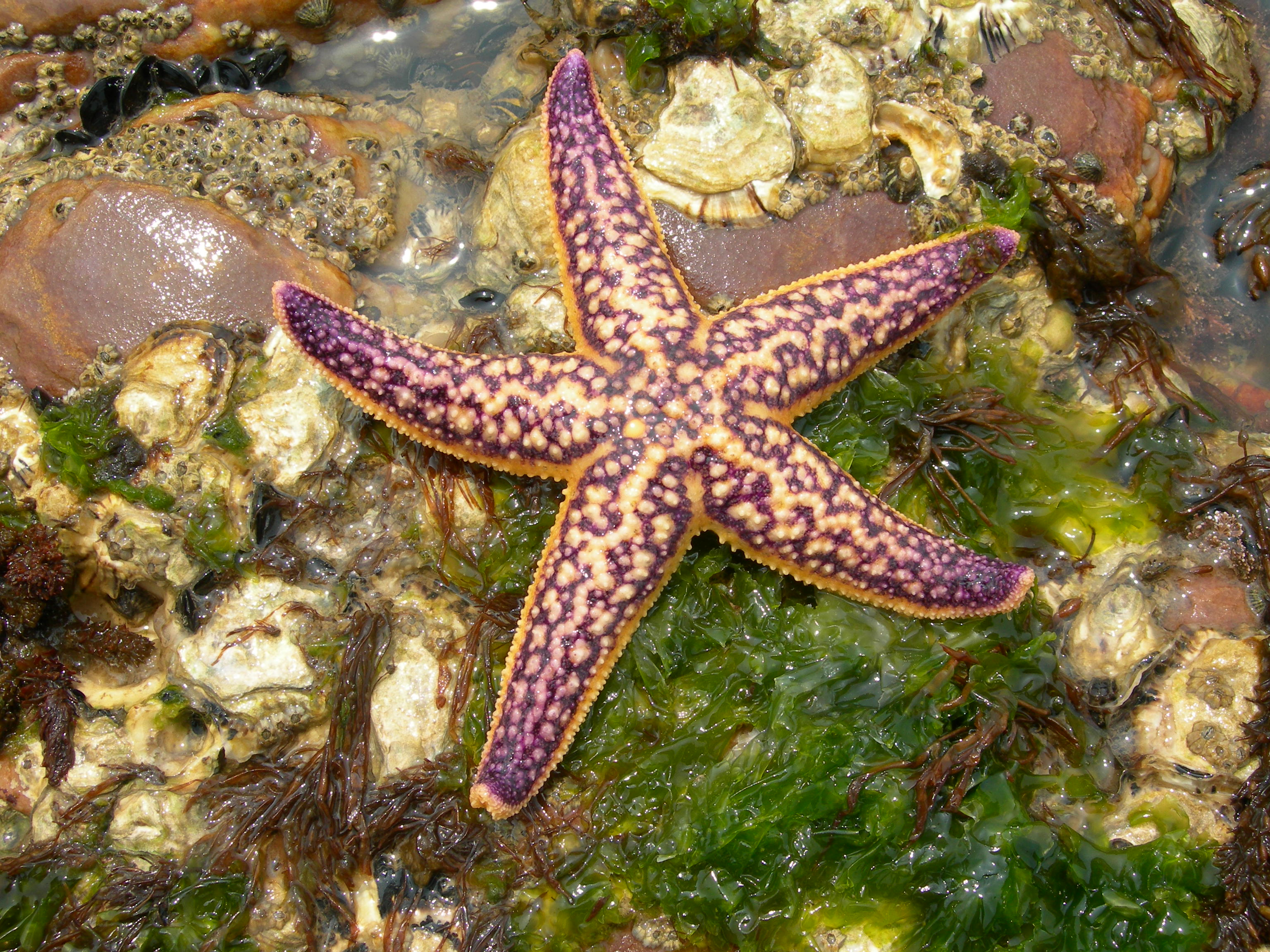
Asterias amurensis
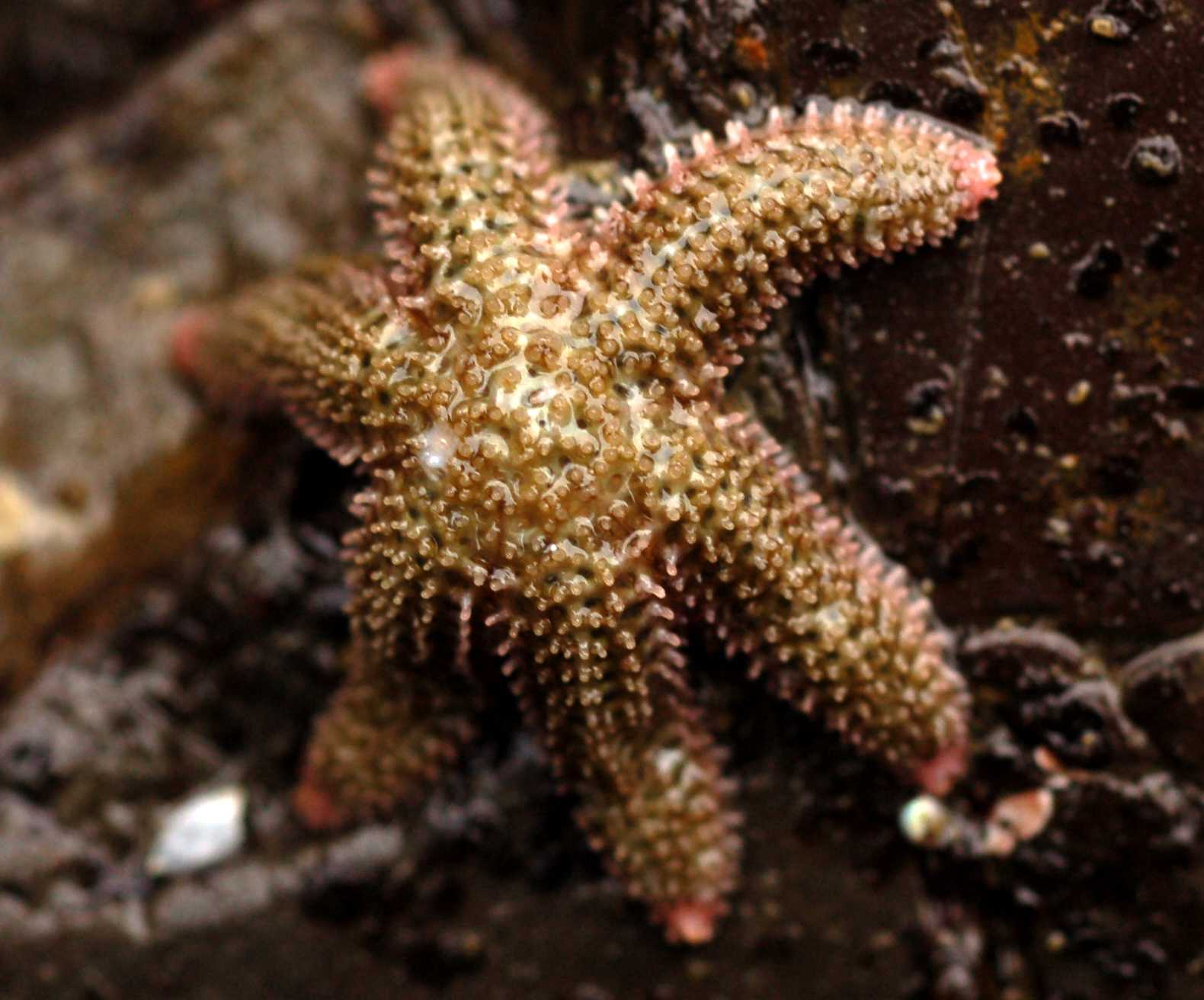
Leptasterias hexactis
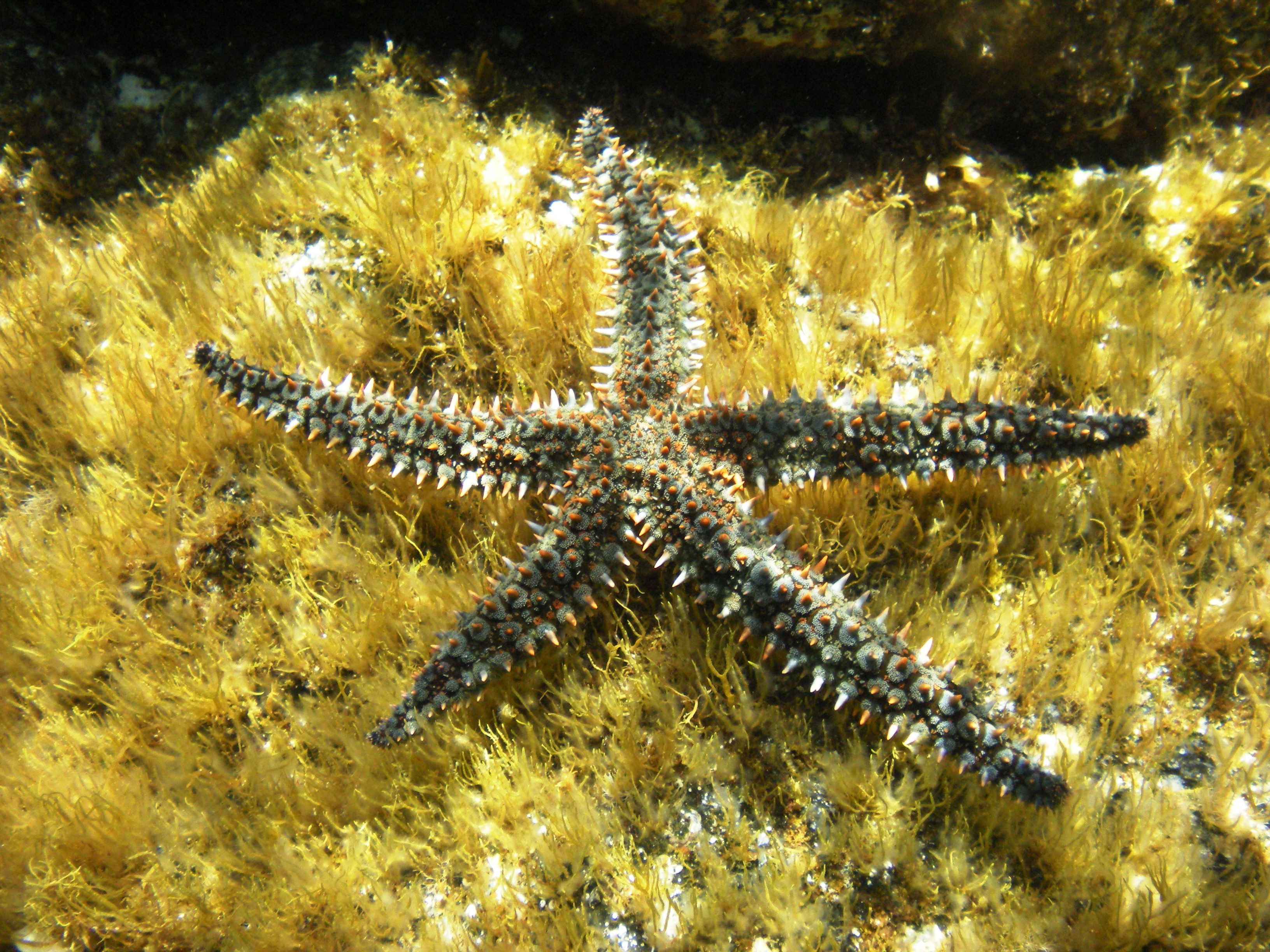
Marthasterias glacialis
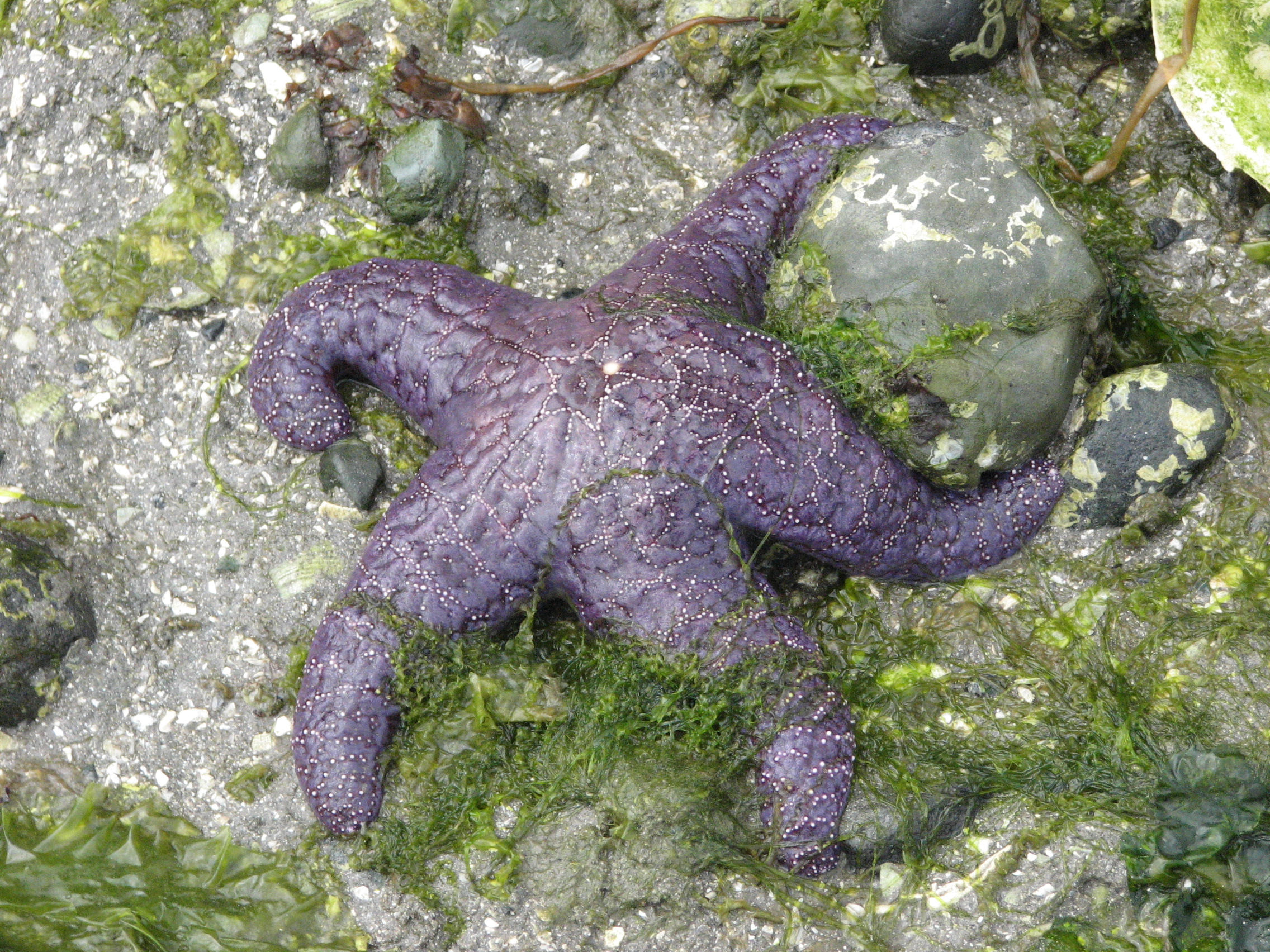
Pisaster ochraceus (інші мови)
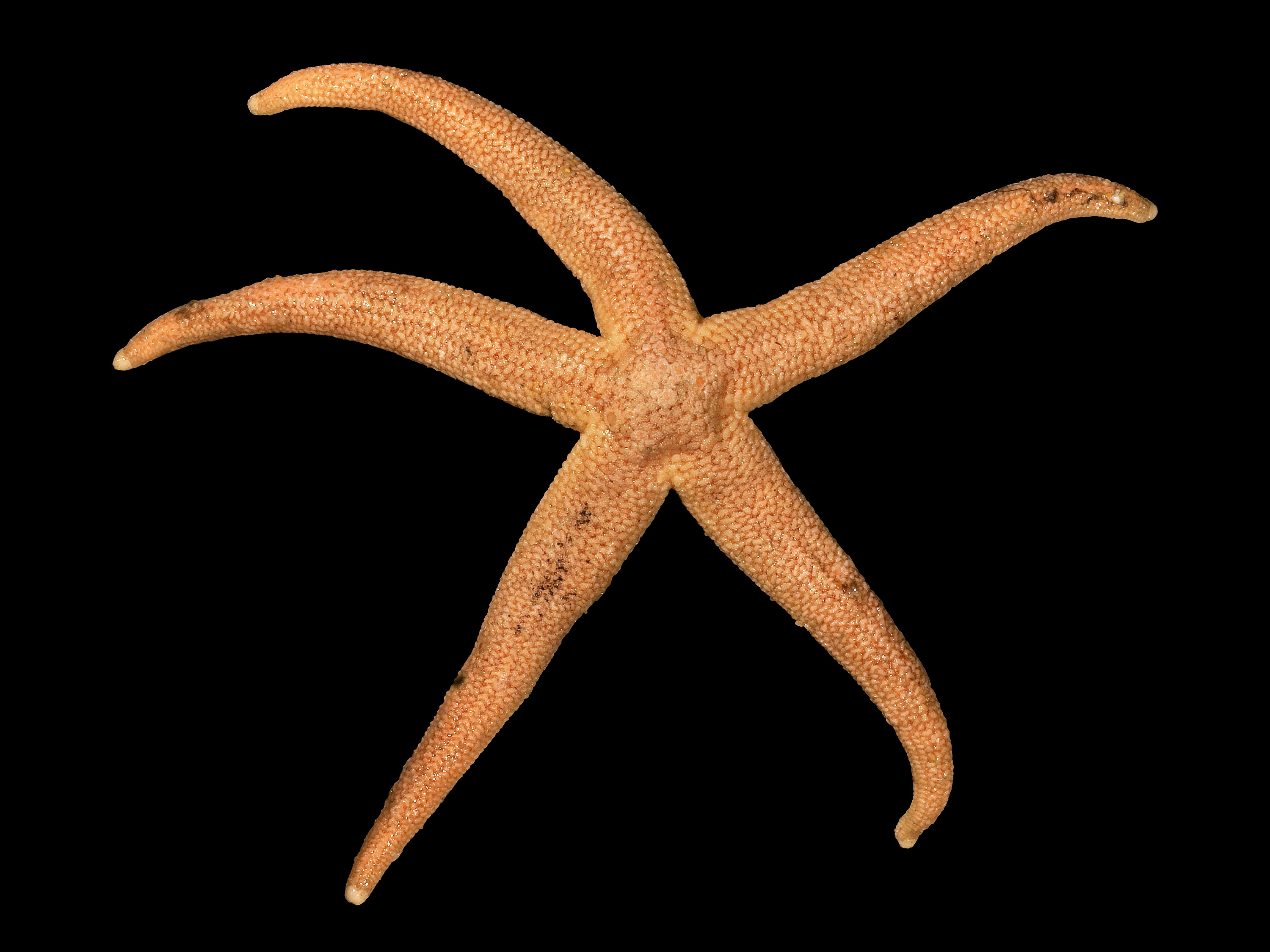
Stichastrella rosea (інші мови)
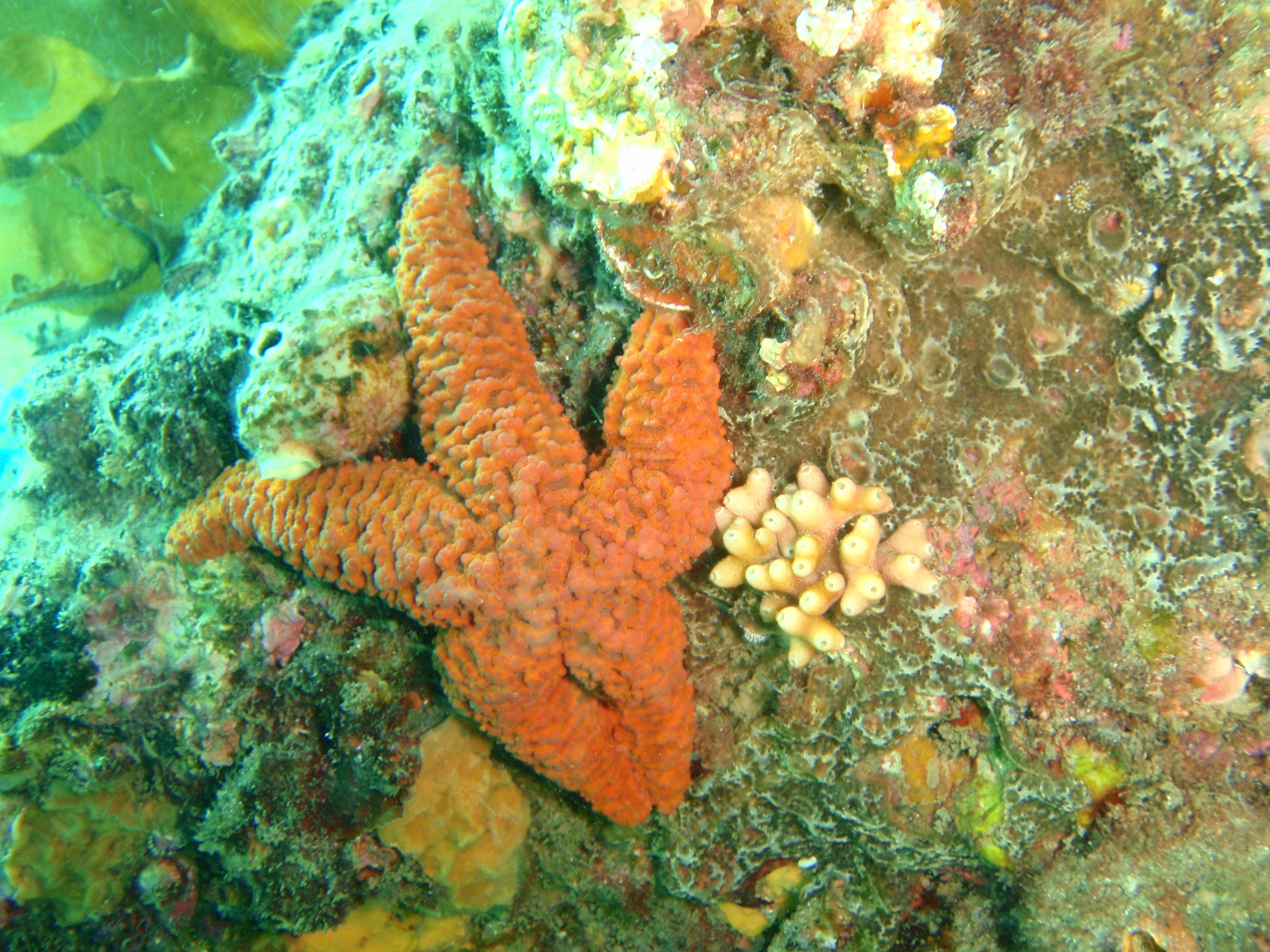
Uniophora nuda (інші мови)